# Ti Rocher (Micoud)
Ti Rocher ist ein Ort im Quarter (Distrikt) Micoud im Südosten des Inselstaates St. Lucia in der Karibik.

## Geographie
Der Ort liegt auf der Höhe über Micoud und südlich des Troumassee Rivers. Im Umkreis liegen die Orte Moreau (N, mit Beauchamp), Anbre (O), Fond D’Or (S), La Courville (SW), Des Blanchard (SW),  und Paix Bouche (W) und Tou Cochan/Ti Rocher (NW).

## Klima
Nach dem Köppen-Geiger-System zeichnet sich Ti Rocher durch ein tropisches Klima mit der Kurzbezeichnung Af aus.